# غويدو هيريرا
غويدو هيريرا (بالإسبانية: Guido Herrera)‏ (29 فبراير 1992 بريو كوارتو في الأرجنتين - ) هو لاعب كرة قدم أرجنتيني في مركز حراسة المرمى. لعب مع تاليريس كوردوبا.

## وصلات خارجية
- غويدو هيريرا على موقع قاعدة بيانات كرة القدم.إي يو (الإنجليزية)
- غويدو هيريرا على موقع Soccerway.com (الإنجليزية)